# Eugen Nicolicea
Eugen Nicolicea, né le 6 juin 1956 à Traian, est un homme politique roumain, membre de l'Union nationale pour le progrès de la Roumanie (UNPR).